# كلية العلوم (الجامعة الأردنية)
أُنشِئَت كلية العلوم عام 1965. وتضم الكلية ستة أقسام: قسم الرياضيات، قسم الفيزياء، قسم الكيمياء، قسم العلوم الحياتية، قسم الجيولوجيا وقسم العلوم الطبية المخبرية (يوجد داخل قسم العلوم الحياتية).
تضم الكلية قائمة بالأجهزة البحثية مثل: مسيل النيتروجين، مطياف الكتلة، الرنين المغناطيسي 300 و500، المجهر الإلكتروني، والأشعة السينية للبلورة الأحادية.
في الوقت الحاضر، أصبح عدد الطلبة في مراحل البكالوريوس والماجستير والدكتوراة (3205) يشرف عليهم (144) عضو هيئة تدريس في اختصاصات مختلفة وأصبح عدد مباني الكلية ثمانية بالإضافة إلى مدرج وصفي التل والذي يتسع لـ(250) شخصا.

## أبرز عمداء الكلية
- عدنان بدران: منذ عام 1971 وحتى عام 1976.[4]
- مروان كمال: منذ عام 1978 وحتى عام 1980.[4]
- صبحي القاسم: منذ عام 1980 وحتى عام 1984.[4]